# Myersiohyla inparquesi
La ranita de Inparques (Myersiohyla inparquesi) es una especie de anfibios de la familia Hylidae.

## Distribución geográfica y hábitat
Es endémica del Cerro Marahuaca (Venezuela). Su rango altitudinal oscila alrededor de 2600 m s. n. m.. Sus hábitats naturales incluyen montanos secos, zonas de arbustos tropicales o subtropicales a gran altitud y ríos.